# ケンキ
ケンキ（1969年4月3日 - ）は、山梨県を拠点に活躍する日本のお笑い芸人、MC、ナレーター、レポーター、ローカルタレント、作家、役者。静岡県浜松市出身。サンミュージックプロダクション所属。元どーよのツッコミとネタ作りを担当。2020年より山梨県甲府市に在住。
国家資格（司法書士、宅地建物取引士、マンション管理士、2級ファイナンシャル・プランニング技能士、管理業務主任者）を取得している。

## 略歴
幼少期は東京都北区で過ごし、中学・高校時は静岡県浜松市在住。
高校在学中に、浜名湖競艇場にたまたま営業に来ていたとんねるずを見て、自らも芸人を志す。高校卒業後は芸人を目指して上京するもうまく行かず帰郷して本田技研工業へ就職するが、それも７ヶ月で辞め再度上京し、是永克也とお笑いコンビ「MEN-Z-KAN」を結成した。1989年より渡辺プロダクション所属となる。しかし元々「僕が相方の弟子みたいな感じ」といういびつな関係だったことなどから、1年ほどでコンビを解散しそのまま渡辺プロも退所した。
その後俳優活動などを経て、1996年にテルを紹介され「どーよ」を結成。当初は3人組だったが、残る一人は「遅刻が多い」ため早々に脱退しコンビとなる。当時は主に原宿の歩行者天国などでネタを披露しており、ロンドンブーツ1号2号などは当時からの仲間。その後サンミュージック所属となり人気を博すが、解散の3年ほど前からお笑いに対する姿勢を巡り不仲となる。結果としてどーよは解散し、ケンキはピン芸人として活動を続けた。
2020年3月30日よりテレビ山梨の大型情報番組『スゴろく』のメインMCを務める。同時期に甲府市に移住した。

## 人物
- 趣味は、国家資格取得・サッカー・映画（ホラー映画）
- 司会（MC）やレポーターをすることも多い。
- 「おさかな天国」のプロモーションビデオに、「お兄さん」役として出演していた。
- 「テレビこどものうた〜おさかな天国」（CD）に歌も収録されている。
- 「どーよ」結成前に、俳優として『101回目のプロポーズ』などのドラマに出演していた時期がある[3]。
- 『サンミュージックを勝手にしょって立つ男』というネタで、『R-1ぐらんぷり2009』3回戦まで進出。
- 『100円ショップコスプレ漫談（ランバ・ラル）』というネタで、『R-1ぐらんぷり2011』準決勝まで進出。
- 「ケンキ元気！」のあいさつギャグがある。
- 笑いが少ないと「はい、○○○なこと思い出して」というネタに持っていくことがある。
- ライブで、手作りケンキストラップ（日付入）を一番元気に「ケンキ元気！」をやったお客さん一人だけにプレゼントするパフォーマンスがある。
- 2010年の『M-1グランプリ』には、くじらとのコンビ「ケンキとくじら」を組んで出場。
- 東京の若手芸人が選ぶ無記名アンケートで「もっと売れてても良いと思う芸人」で2位に選ばれたが、同時に「チャンスをつかめない芸人」で1位に選ばれている。
- 声の良さだけでラジオの仕事をもらったことがある。
- 闇金ウシジマくんのネタがある。
- 二時間ドラマ、崖っぷちの告白のネタがある。

## 主な出演番組

### どーよ　解散後
- NNN Newsリアルタイム（日本テレビ、リアル特集リポーター）
- はままつトキメキ出逢い旅
- フレッシュ浜松
- 突撃!!リサーチャーズしなココ（ケーブルテレビ品川、2009年10月 - 、番組の中で武蔵小山在住と告白している）
- エンタの天使（日本テレビ）- 2010年2月17日（第14回）、キャッチコピーは「崖っぷちの選挙演説」。元々は「エンタの神様」の番組中で収録されたものだったが、未放映だったためこちらで放送。
- 有田チルドレン（TBS）
- ものまね紅白歌合戦（フジテレビ）「笑いの取り立てに来た闇金ウシジマくんのまね
- 潜入ドンペン探検隊（ドンキチャンネル）
- 東京クラッソ!NEO（MXTV、ナレーター）
- なないろ日和!（テレビ東京）
- チームしゃちほこの「マジでガチなんですけど～！」（BSフジ、ナレーター）
- MOTOR GAMES（スカパー、ナレーター）
- ウチのガヤがすみません!（日本テレビ）
- スゴろく（テレビ山梨、メインMC）

### どーよ　時代
レギュラー
- 天才てれびくんシリーズ（NHK教育）
  - 天才てれびくんMAX「こちらHK学園笑芸部!」、「紙フトタッチダウン」、2003年度夏イベント、2004年度夏イベント、2004年度冬イベント、2005年度夏イベントなど
  - 天才てれびくんワイド「やぎっち様」、「やぎっち法典」、2002年度夏イベント、「天才てれびくん10周年スペシャル」
- 雷波少年（日本テレビ）「Do-Yoのミセスロシナンテを探して」
- 進ぬ!電波少年（日本テレビ）「電波少年的愛する二人別れる二人（やらせなし）」
- きらめきいっぱいさいたま市（テレビ埼玉）さいたま市の広報番組
- 究極☆黄金!?グルメじゃぱん（パワーテレビジョン制作）
- どーよ・この味!グルメに挑戦（パワーテレビジョン制作）
- 大爆笑!!サンミュージックGETライブ（日テレプラス&サイエンス）

ゲスト・不定期
- 爆笑オンエアバトル（NHK総合
  - 「Do-Yo」として8回出演し6回オンエア、「どーよ」として6回出演し1回オンエア（そのうち1回はタイムオーバーで失格）。
- 踊る!さんま御殿!!（日本テレビ）
- 笑いの金メダル（朝日放送）
- イエヤス（中部日本放送）
- お笑い向上委員会 笑わせろ!（テレビ朝日）
- エンタの神様（日本テレビ）キャッチコピーは「疑問系のクロスカウンター」（2004年6月19日、7月24日、10月16日、12月4日）
- ロンブー龍（日本テレビ）
- 決定!これが日本のベスト100（テレビ朝日）
- 黄金ボキャブラ天国（フジテレビ）キャッチコピーは「青春バイオレンス」
- 笑点（日本テレビ）
- 愛の貧乏脱出大作戦（テレビ東京）
- ウッチャンナンチャンのウリナリ!!（日本テレビ）
- 笑いがいちばん（NHK総合）
- NNN Newsリアルタイム（日本テレビ）「リアル特集」リポーター
- オールナイトニッポンR allnightnippon-r GAGナイト（ニッポン放送）
- J-WAVE 25 @HOTEL J-WAVEの夜更け（J-WAVE）

## DVD
- ど〜よプレイ（ジェネオン・ユニバーサル・エンターテイメント、2006年、GNBR-1354）

## プロモーションビデオ
- nobodyknows+「どうよ?」、「お魚天国」

## コマーシャル
- 資生堂「uno」
- nobodyknows+「どうよ?」

## 著書
- 『父道』　中尾ケンキ（2008年8月、グラフ社）